# Stele di Boeli

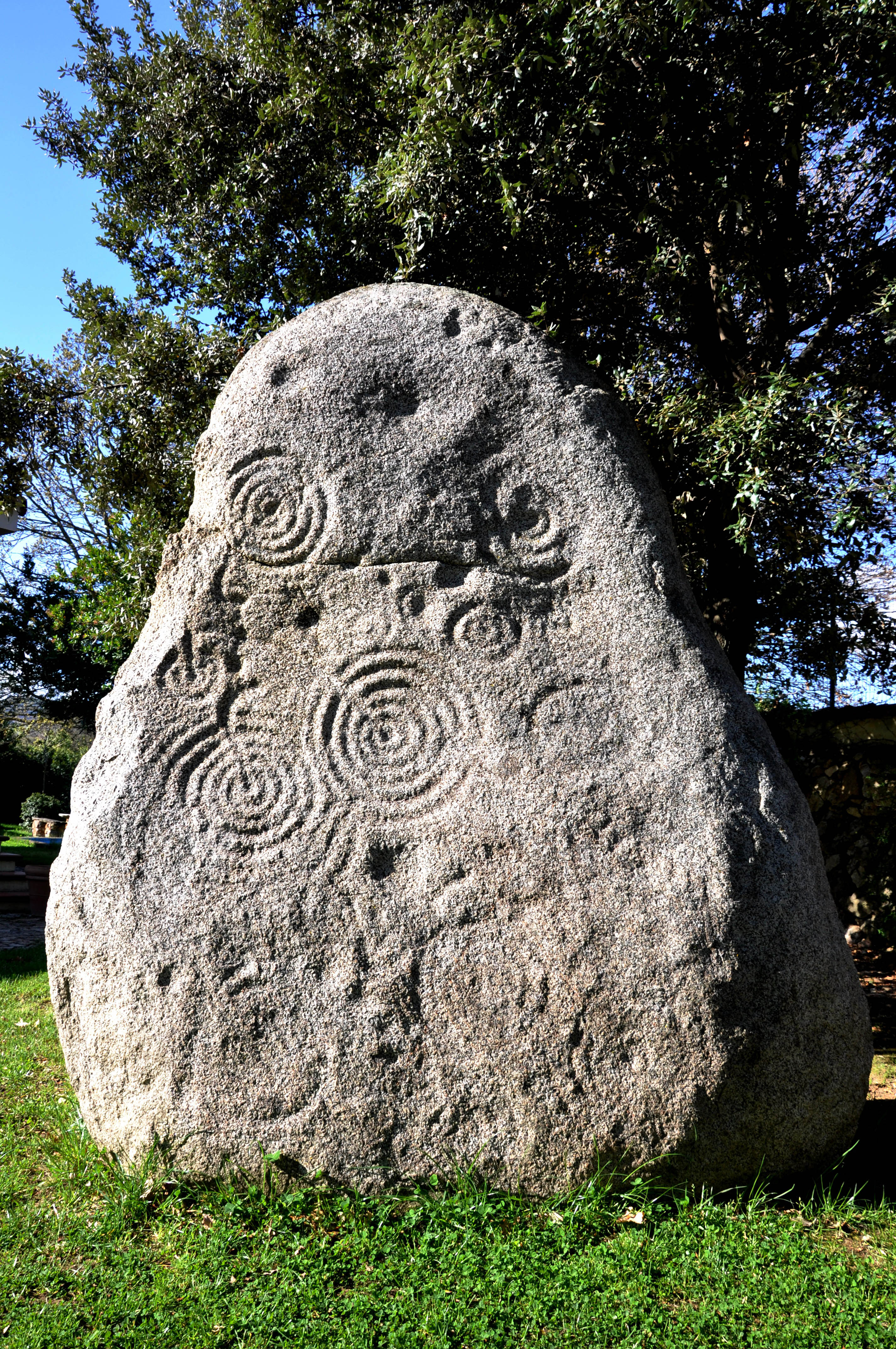
Sa perda Pintà

Sa Perda Pintà (La pietra incisa in sardo) o Stele di Boeli è una stele megalitica, o menhir, ritrovata in Sardegna che si stima risalga al 3500 a.C. La stele si trova a Mamoiada, all'interno del giardino privato in cui è stata rinvenuta in modo accidentale nel 1997 durante i lavori di costruzione di una casa. Per via delle sue dimensioni è da ritenersi unica in Europa.
Il megalito ha un'altezza sopra suolo di 2,67 metri, una larghezza massima di 2,10 e uno spessore di 0,57 metri non uniforme; presenta una sezione piano concava e superfici ben lavorate anche nella parte posteriore. La parte anteriore è decorata da sette motivi composti da un minimo di due a un massimo di sette cerchi concentrici intorno ad una coppella centrale.
Dalle coppelle maggiori parte un'incisione rettilinea con appendice uncinata che attraversa tutti i cerchi.
Completano la superficie ventitré coppelle di varie dimensioni poste in modo casuale sulla superficie piana.